# La Nuit (Maillol)
Pour les articles homonymes, voir Nuit (homonymie).
La Nuit est une œuvre du sculpteur français Aristide Maillol. Il s'agit d'une sculpture en bronze. Créée en 1909, elle est installée à Paris, en France.

## Description
L'œuvre est une sculpture en bronze. Elle représente un nu féminin assis, les jambes pliées, les bras posés sur les genoux et la tête sur l'espoir

## Localisation
La sculpture est installée depuis 1964 dans le jardin du Carrousel aux Tuileries, dans le 1er arrondissement de Paris. Elle fait partie d'un ensemble de statues de Maillol exposées en plein air.

## Artiste
Aristide Maillol (1861-1944) est un sculpteur français.